# Кемеровская областная научная библиотека

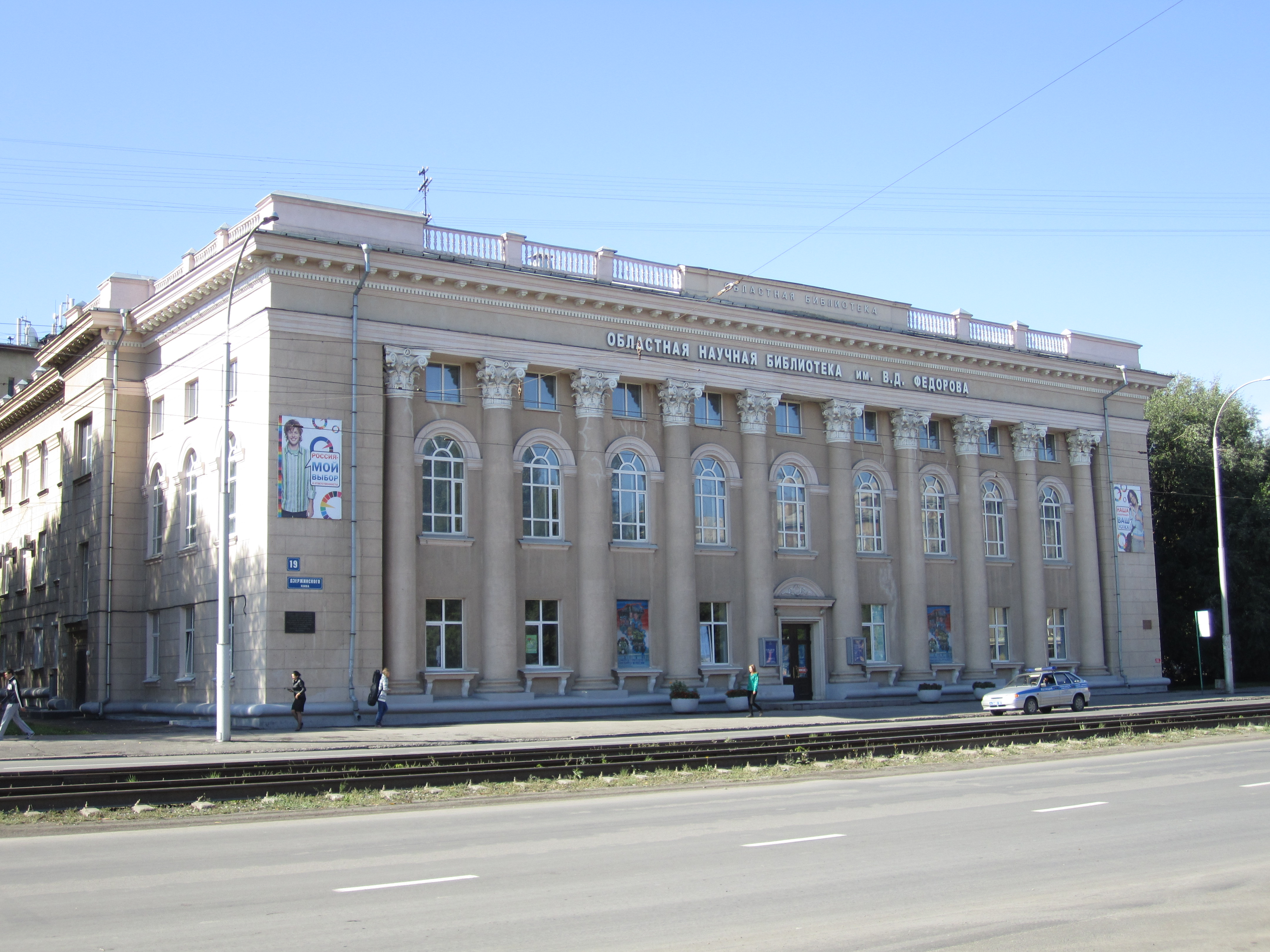
Вид со стороны ул. Дзержинского

Госуда́рственная нау́чная библиоте́ка Кузба́сса им. В. Д. Федорова — крупнейшая библиотека Кемеровской области — Кузбасса, названная в честь русского поэта Василия Дмитриевича Фёдорова. Полное официальное наименование — Государственное автономное учреждение культуры «Государственная научная библиотека Кузбасса имени В. Д. Федорова» (сокращенное — ГАУК ГНБК им. В. Д. Федорова)

## История

### Щегловская городская библиотека
15 июня 1920 года на общем собрании членов Российской коммунистической партии большевиков принято решение о передаче беллетристики в общеобразовательную библиотеку, которая называлась с 1920—1925 годов Щегловская городская библиотека (до 1932 года город Кемерово носил имя Щегловск). Первоначальный фонд библиотеки составлял порядка 300 книг, в штате было два сотрудника. Библиотека располагалась в помещениях Дворца Труда.
1925 год — библиотека переименована в Щегловскую центральную городскую библиотеку имени Якова Михайловича Свердлова. Фонд библиотеки насчитывал 3000 экземпляров книг.
1926 год — для решения методических вопросов создано городское объединение библиотекарей на базе центральной библиотеки. С целью удерживания статуса центральной библиотеки уездный отдел народного образования при получении литературы обязан был передавать один экземпляр в библиотеку. В свою очередь Московское объединение государственных книжно-журнальных издательств пополняло фонд библиотеки.
1932 год — библиотека стала назваться Кемеровская городская центральная библиотека им. Я. М. Свердлова

### Областная библиотека им. Я. М. Свердлова
1943 год — библиотека получила статус областной. С этого года библиотека была включена в список (согласно распоряжению СНК СССР) на получение платного экземпляра книги. Фонд библиотеки составил 32 тысячи экземпляров. Ввиду нехватки мест для эвакуированных заводов, весь фонд библиотеки был перемещён на окраину города в маленький деревянный дом, состоящий из трёх комнат, что соответствовало объёму районной библиотеки. В этом же году в библиотеке был создан отдел каталогизации.
1957 год — открыт отдел патентов и стандартов.
1959 год — создано краеведческое подразделение при библиографическом отделе. Библиотека начинает издавать ежеквартальный библиографический указатель «Литература о Кемеровской области».
1960 год — книжный фонд библиотеки составил 378448 экземпляров.
1963 год — было закончено строительство нового здания библиотеки. В здании организовано 400 читательских мест, зал для чтения миркофильмов, лингафонный кабинет, а также 11 специализированных залов и отделов, в том числе и отдел искусства с фонотекой.
1965 год — книжный фонд библиотеки составляет более 600 тысяч экземпляров.
1967 год — библиотека издаёт ежегодные календари знаменательных и памятных дат.
1972 год — библиотеке присвоена категория — научная библиотека.

### Государственная научная библиотека Кузбасса им. В. Д. Федорова
10 июня 1987 года библиотеке присвоено имя советского русского поэта Фёдорова Василия Дмитриевича
В 1992 году библиотека перешла на автоматизированную обработку информации и создание краеведческой базы данных «Кузбасс». В 2010 году фонд библиотеки насчитывал 2,35 млн экземпляров, в том числе 2,33 млн печатных изданий, 1,8 тыс. — электронных, 16,1 тыс. аудио- и видеодокументов и 48,4 тыс. экземпляров на иностранных языках и языков народов РФ.
В 2020 году библиотека была переименована в Государственное учреждение культуры «Государственная научная библиотека Кузбасса имени В. Д. Федорова», в июне 2020 года библиотека отметила 100-летие. В 2021 году библиотека была переименована в Государственное автономное учреждение культуры «Государственная научная библиотека Кузбасса имени В. Д. Федорова»

## Фонды
В библиотеке есть раритетные книги, такие как: рукописный Месяцеслов, том полного собрания всех сочинений Сумарокова Л. П. (1781), книга «Описание земли Камчатки» — Крашеникова С. П., книга «Сибирь. Природа. Люди, жизнь» — Головачева П. М. (1786). Творения Адама Смита, том первый (1802). Ядринцев Н. М. «Сибирь как колония» (1882).
На сайте библиотеки есть электронные варианты периодических изданий, старинных книг.